# جويل ألميدا
جويل ألميدا (بالبرتغالية: Joel Almeida‏) مواليد 11 أكتوبر 1985 في الرأس الأخضر، هو لاعب كرة سلة برتغالي من أصل رأس أخضري. بدأ مسيرته الاحترافية في سنة 2006. يحمل الرقم 23.

## روابط خارجية
- جويل ألميدا على موقع الاتحاد الدولي لكرة السلة (الإنجليزية)
- جويل ألميدا على موقع كرة السلة الأوروبية.كوم (الإنجليزية)
- جويل ألميدا على موقع DraftExpress.com (الإنجليزية)
- جويل ألميدا على موقع ريلجم (الإنجليزية)
- جويل ألميدا على موقع بروبوليرز (الإنجليزية)
- جويل ألميدا على موقع سبورتس رفرنس (الإنجليزية)